# Joseph Hansen (danseur)
Pour les articles homonymes, voir Joseph Hansen et Hansen.
 (juin 2019).
Si vous disposez d'ouvrages ou d'articles de référence ou si vous connaissez des sites web de qualité traitant du thème abordé ici, merci de compléter l'article en donnant les références utiles à sa vérifiabilité et en les liant à la section « Notes et références ».
Joseph Hansen est un danseur et chorégraphe belge né à Bruxelles le 8 mars 1842 et mort à Asnières-sur-Seine le 27 juillet 1907.

## Biographie
Régisseur du ballet du théâtre de la Monnaie à Bruxelles de 1865 à 1871, il est aussi maitre de ballet au Théâtre royal d'Anvers pour la saison 1870-1871 ; il y crée le ballet Le Diablotin le 4 novembre 1870 .
Nommé maître de ballet du théâtre de la Monnaie de 1871 à 1875, Joseph Hansen y donne la première version de Coppélia le 29 novembre 1871. Il occupe la même fonction à l'Opéra de Paris durant la saison 1875-1876. Il est à Londres en 1877-1878, puis travaille au théâtre Bolchoï de Moscou de 1879 à 1882. Il crée une deuxième chorégraphie du Lac des cygnes en 1880 à Moscou et crée également la première de Coppélia en Russie en 1882. Il travaille à l'Alhambra Theatre de Londres de 1884 à 1887, puis termine sa carrière à l'Opéra Garnier de Paris (1887-1907).

## Chorégraphies originales
Théâtre royal d'Anvers
- Le Diablotin (4 novembre 1870)

Bruxelles
- Une fête nautique (11 janvier 1870)
- Les Belles de nuit (16 mars 1870)
- Les Nations (14 octobre 1871)
- Les Fleurs animées (4 mars 1873)
- La Vision d'Harry (25 décembre 1877)

Londres
- Mélusine (1885)
- Nina l'enchanteresse (1885)

Bruxelles
- Les Templiers  (25 janvier 1886)
- Pierrot macabre (18 mars 1886)

Opéra de Paris
- La Tempête d'Ambroise Thomas (26 juin 1889)

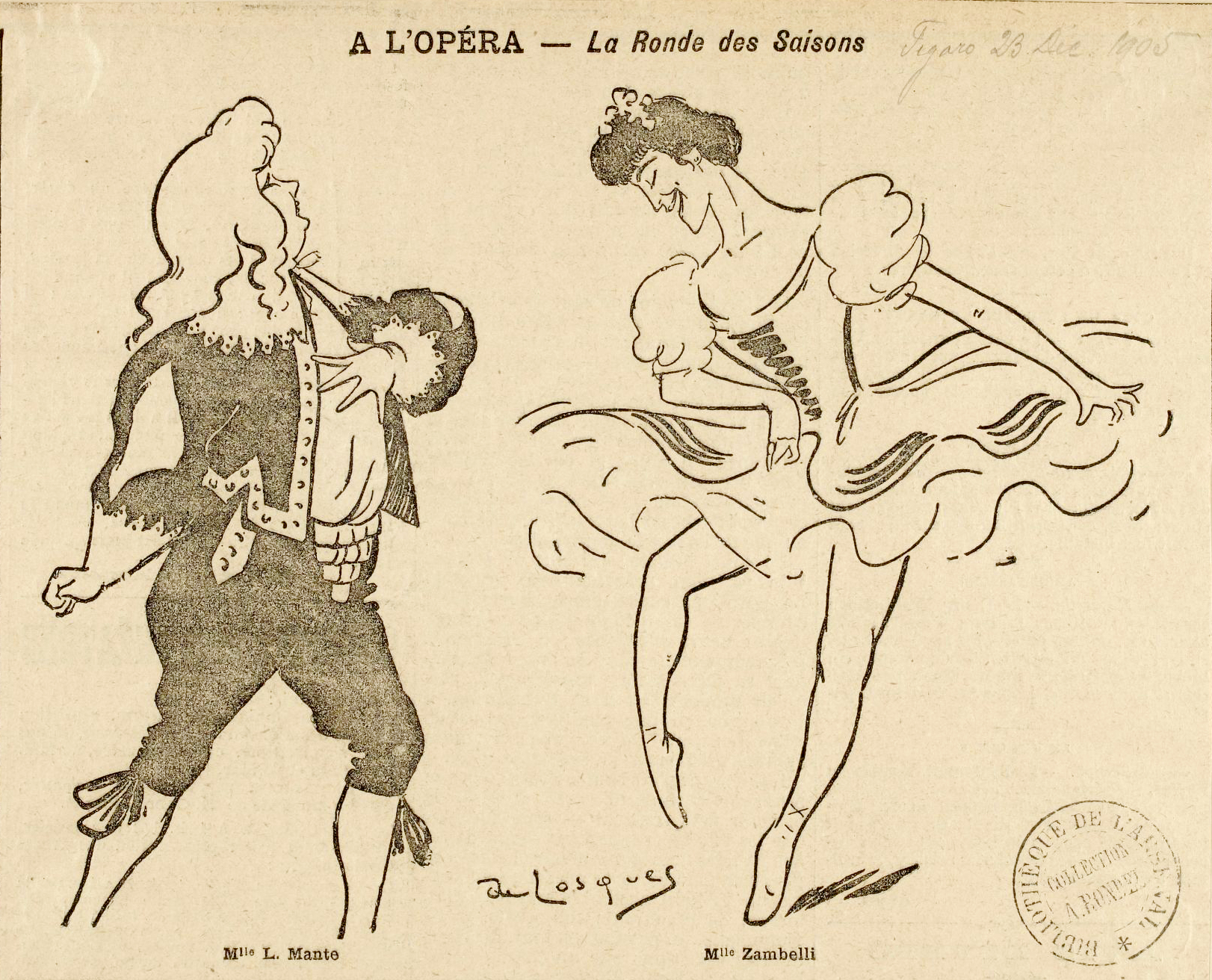
Caricature de Daniel de Losques pour La Ronde des saisons (1905)

- Le Rêve de Léon Gastinel (9 juin 1890)
- Psyché et l'Amour (Versailles, 1er juin 1891)
- La Maladetta de Paul Vidal (24 février 1893)
- Fête russe, arr. Paul Vidal (24 October 1893)

Paris (Opéra?)
- Les Cygnes (5 janvier 1896)
- La Légende de l'or (24 avril 1897)

Opéra de Paris
- L'Étoile d'André Wormser (31 mai 1897)

Biarritz
- La Muse de Biarritz (17 août 1901)

Opéra de Paris
- Bacchus d'Alphonse Duvernoy (26 novembre 1902)
- La Ronde des saisons d’Henri Büsser (22 décembre 1905)